# Giovanni Borelli (politico)
Giovanni Borelli, nome completo Giovanni Giuseppe Ercole Maria Borelli (Pavullo nel Frignano, 26 marzo 1867 – Fontevivo, 30 luglio 1932), è stato un politico, giornalista e militare italiano.

## Biografia

### Le origini
Giovanni Borelli nacque a Pavullo nel Frignano (MO) nel 1867 da Felice Borelli e Clementa Tazzioli, detta Clementina. Il padre era stato un cospiratore,, proprio come lo zio paterno, il notaio Vincenzo Borelli, il quale era stato giustiziato a Modena, il 26 maggio 1831 insieme al patriota Ciro Menotti, per volontà del Duca Francesco IV di Modena per avere redatto l’atto che dichiarava decaduto quest’ultimo.
In seguito alla morte di Vincenzo, i Borelli si erano allontanati da Modena. Ciò però non aveva impedito al padre di Giovanni di coltivare il proprio spirito patriottico, tanto che nel 1860, dopo essere fuggito di casa, si arruolò nella spedizione garibaldina guidata da Giacomo Medici, facendo l’intera campagna militare per rovesciare il Governo borbonico.
In gioventù, per qualche tempo, anche Giovanni aveva svolto il mestiere di falegname, forse insieme al padre; mestiere che però aveva lasciato ben presto, quando, dopo avere preso lezioni di lingue classiche dall’Arciprete di Pavullo, Don Luigi Piacentini e dal Marchese Ferdinando Calori Cesi, grazie all’interessamento di alcuni parenti, gli fu concesso di andare a studiare a Reggio Emilia presso il Collegio dei Gesuiti, dove, nel corso del 1887, conseguì il diploma magistrale.
Nel 1886 aveva vinto una borsa di studio e, dopo il conseguimento del diploma, fece l’esperienza dell’insegnamento, per quattro mesi, in una scuola elementare del Veneto, ma nel 1888 venne esonerato, trovandosi costretto, di conseguenza, a fare ritorno al suo paese natale. Da qui riuscì a ripartire, dando inizio ad una nuova carriera: quella giornalistica. Prima dell’esonero, però, aveva avuto incarichi anche di lettere italiane nei ginnasi e nelle scuole tecniche, per la durata di sette mesi, ed aveva insegnato estetica e storia dell’arte all’Accademia “Raffaello Sanzio” di Roma. Successivamente aveva tenuto un corso di sociologia nella scuola libera di scienze sociali a Milano, la stessa da cui, nel 1902, nacque l’Università Bocconi.

### Il Borelli giornalista
In realtà, Borelli aveva compiuto le prime esperienze giornalistiche quando ancora era studente presso il Collegio di Reggio Emilia, e lo aveva fatto scrivendo alcuni saggi critici per L’Italia Centrale - Gazzetta di Reggio-Emilia. Ma fu solo dopo essere tornato a Pavullo che la sua carriera iniziò ad assumere una notevole importanza, attraverso una proficua collaborazione con il quotidiano modenese Il Panaro - Gazzetta di Modena, di cui arrivò ad assumere persino la direzione.
Nel 1890 si trasferì a Roma. Grazie all’interessamento dell’Onorevole scandianese Giuseppe Basini, il quale, dopo essere stato eletto nel collegio di Modena, nel 1892 sarà rieletto a Pavullo, Borelli riuscì ad entrare in contatto con il direttore de Il Popolo Romano, Costanzo Chauvet e a dare così inizio a un’altra proficua collaborazione, che gli permise di conquistare un posto da redattore presso tale quotidiano. Prima però di iniziare a collaborarvi stabilmente, nel 1891 il giornalista pavullese si era recato in Eritrea per svolgere le funzioni di segretario particolare di Antonio Gandolfi, Generale carpigiano, Governatore di tale colonia, e ivi era rimasto fino al 1893.
Dopo essere tornato dall’Eritrea, fu subito inviato in Sicilia, nel momento dell’apice dell’azione dei fasci siciliani dei lavoratori, dove ebbe occasione di venire a contatto con la difficile situazione locale. Riguardo a ciò, scrisse alcuni articoli significativi per Il Popolo Romano, coi quali cercò, in pratica, di assolvere la propaganda socialista, ed accusare, invece, il Governo allora in carica (il Crispi III) di “servirsi di quell’orrenda miseria per scopi elettorali”. Nel 1895 venne chiamato al milanese Corriere della Sera dal direttore Eugenio Torelli Viollier per ricoprire la carica di redattore capo e, un anno dopo, nel 1896, assunse l’incarico di direttore della rivista politica L’Idea Liberale, succedendo all’editore milanese Guido Martinelli.
Nello stesso tempo, insieme al Barone Antonio De Marchi e a Giannino Antona Traversi, fondò, a Milano, Il Capitan Cortese: periodico settimanale di letteratura, di arte e di vita elegante, di cui fu prima redattore e successivamente direttore. Nel corso del 1900 dovette però lasciare la direzione de L'Idea liberale, a causa della chiusura della rivista stessa, avvenuta per motivi finanziari. Questo avvenne poco prima dell’inizio della sua carriera politica, che ebbe luogo a Firenze, nel febbraio 1901, attraverso la fondazione del Partito Giovanile Liberale Italiano (PGLI).

### Il Borelli politico
Come detto, il PGLI nacque nel febbraio 1901, ma, già nell’aprile 1899, Borelli aveva tentato di riunire a congresso gli esponenti delle forze liberali, promuovendo, a Milano, il 1º Congresso fra Associazioni liberali conservatrici monarchiche italiane. Ma gli scarsi risultati ottenuti da tale congresso avevano convinto Borelli della necessità di fondare un gruppo giovanile, lo stesso che, successivamente, grazie a un nuovo congresso, e cioè quello fiorentino del febbraio 1901, prese il nome di Partito Giovanile Liberale Italiano.
Nei quindici anni in cui il partito rimase in vita, non riuscì però a mandare alcun Deputato al Parlamento, anche se partecipò alle elezioni con numerose candidature del Borelli, una delle quali, quella del 1913, vide protagonista anche il noto giornalista Filippo Naldi, in qualità di oratore per conto del pavullese. Ma, anche al di fuori del PGLI, Borelli non riuscì mai ad ottenere risultati significativi, se è vero che per oltre 20 anni, dal 1899 al 1919, affrontò la competizione elettorale come candidato in diversi collegi, venendo sempre battuto.
Fra i protagonisti che caratterizzarono la vita del piccolo partito borelliano si ricordano Arrigo Tamassia, Cesare Genovesi, Tomaso Borelli (fratello minore di Giovanni), Alberto Caroncini, Fabrizio Cortesi, Ferruccio Vecchi, Gino Olivetti, Carlo Anguissola, Giuseppe Jona, Giorgio Mangianti e il già il menzionato Naldi. Invece, per quanto riguarda gli organi di stampa che appoggiarono il PGLI, essi furono Critica e Azione di Milano, Il Rinnovamento di Firenze, il settimanale Il Risveglio Liberale di Mantova, Avanti Savoia di Bologna, L'Ora Nuova di Novara, L'Araldo Liberale di Parma, L’Adriatico di Pesaro, Lo Staffile di Messina e La Vedetta di Arezzo.
In un primo momento, il partito nato dal Congresso di Firenze del 1901 gravitò anche nell’orbita del nazionalismo di Enrico Corradini, attraverso una collaborazione di Borelli con un settimanale fondato nel 1903 proprio dal suo collega toscano, insieme a Giovanni Papini, Vilfredo Pareto e Giuseppe Prezzolini: Il Regno. Ma, a partire dal 1910, complice forse anche il lento declino del PGLI, le divergenze con i nazionalisti si fecero sempre più nette, fino a quando, nel 1912, in occasione del Congresso di Roma dell’Associazione Nazionalista Italiana, il secondo della sua storia, la rottura tra la ANI e il partito di Borelli divenne definitiva cosicché i borelliani entrarono nei Gruppi Nazionali Liberali.

### Il Borelli militare
Allo scoppio della prima guerra mondiale, da posizione liberal-nazionale si schierò apertamente dalla parte degli interventisti e, affiancando Cesare Battisti, tenne anche alcuni comizi nelle piazze delle maggiori città italiane, predicando “la ineluttabilità del fato imminente”. Nell’ottobre 1914, prima di arruolarsi volontario in guerra, Borelli, seguendo le orme del padre garibaldino, raggiunse la Francia per assistere i volontari garibaldini, guidati da Peppino Garibaldi, impegnati allora nei combattimenti nelle Argonne a fianco dell’Esercito francese. E il 16 maggio 1915, pochi giorni prima dell’ingresso dell’Italia nel primo conflitto mondiale, in qualità di membro di una delegazione di interventisti, si recò addirittura al Quirinale per chiedere al Re Vittorio Emanuele III di riconfermare il Governo Salandra e dichiarare guerra all’Austria-Ungheria.
Nel momento dell’arruolamento, venne inviato sul Carso con il grado di Tenente di complemento in artiglieria e nel 1916, prima di ottenere sul campo la promozione a Capitano per meriti eccezionali (1917), fu l’ideatore dell'Ufficio Storiografico della Mobilitazione Industriale, organo che venne istituito alle dipendenze del Sottosegretariato delle Armi e Munizioni del bolognese Alfredo Dallolio e che fu diretto dallo stesso Borelli, con l’intenzione di raccogliere ogni tipo di documento relativo ad ogni aspetto della mobilitazione civile, industriale, culturale e militare italiana.

### Il ritorno alla politica
Dopo avere dovuto assistere, nel 1915, allo sfaldamento del Partito Giovanile Liberale Italiano, per la mancanza di finanziamenti e di sostegno politico da parte della destra liberale, e dopo essersi arruolato in guerra ed avere fondato l'USM, Giovanni Borelli, non pago, fece ritorno alla politica attiva, partecipando, come esponente della corrente nazionalista, al Congresso costitutivo del Partito Liberale Italiano, che si tenne l’8 ottobre 1922 al Teatro Comunale di Bologna. In quell’occasione si schierò apertamente in opposizione alla corrente filodemocratica del partito, appoggiando quella reazionaria. Era il preludio alla sua adesione al fascismo.
In realtà, il pavullese non si iscrisse mai al partito fondato a Roma il 9 novembre 1921 per iniziativa di Benito Mussolini, ma decise di aderire solo ideologicamente al movimento fascista perché in esso intravedeva il proseguimento ed il compimento del Risorgimento, di cui, ricordiamo, anche il padre Felice e lo zio Vincenzo erano stati protagonisti assoluti. Pochi giorni prima della Marcia su Roma incontrò Giovanni Giolitti e, molto probabilmente, da tale incontrò rafforzò ancor di più la sua convinzione che i liberali dovessero appoggiare il fascismo, se è vero che, dopo la Marcia su Roma, decise di proseguire il suo rapporto con Il Resto del Carlino di Bologna - iniziato prima dello scoppio del primo conflitto mondiale - e, dal 1925 al 1932, accettò di collaborare con Il Popolo d'Italia diretto da Arnaldo e Vito Mussolini, fino a diventarne una delle firme più prestigiose.

### Gli ultimi anni
Tuttavia, dopo essersi sposato con Margherita Martini a San Pancrazio Parmense il 4 ottobre 1896, quindi molto prima della nascita del fascismo, ed essersi trasferito di conseguenza nella cittadina di Fontevivo, un comune poco distante dal capoluogo parmense - dove risiedette fino al giorno della sua morte, avvenuta il 30 luglio 1932 - aveva intrattenuto rapporti di collaborazione e, forse, di amicizia, anche con importanti esponenti dell’anti-fascismo.
Tali rapporti avevano continuato ad esistere anche dopo la sua presunta adesione al movimento “mussoliniano”, come dimostra del resto quello che lo legò al Deputato Giuseppe Micheli, esponente del Partito Popolare Italiano, noto anche e soprattutto per essere stato uno dei protagonisti nell’ambito della cosiddetta difesa di Parma del 1922 e per essere stato, a causa di questo, uno dei bersagli del Regime. A dimostrazione che tale rapporto esistette veramente, vorremmo segnalare alcuni articoli scritti da Borelli, comparsi in pieno fascismo su una rivista fondata dall’anti fascista Micheli - La Giovane Montagna -, come quello che essa pubblicò in occasione della scomparsa del sacerdote frassinorese Enrico Vanni, avvenuta il 17 ottobre 1929 a Ferrara.
Morì a sessantacinque anni, nel 1932, a Fontevivo comune della provincia di Parma. Dopo la morte, la sua salma fu trasferita a Pavullo e tumulata nell’esedra monumentale del cimitero locale.

## Attività poetica e letteraria
Numerosi sono stati i libri scritti dal pavullese. I più significativi sono contenuti in “Opere scelte di Giovanni Borelli”, raccolta composta da quattro volumi, intitolati “Albori coloniali d’Italia”, “Scritti politici (1889-1897)”, “Medaglioni” e “Poesie scelte (1895-1932)”.